# Geoffrey Owens
Geoffrey Owens (* 18. März 1961 in Brooklyn, New York City) ist ein US-amerikanischer Schauspieler.
Owens wurde mit seiner Rolle als Elvin Tibideaux, der Schwiegersohn von Cliff Huxtable (Bill Cosby) in der Bill-Cosby-Show bekannt. Er spielte die Rolle von 1985 bis 1992.
Nach dem Aus der Serie spielte Owens mehrfach in der Serie Law & Order Nebenrollen. Sein Vater war der US-Politiker Major Owens.
Im August 2018 fotografierte ein Fan der Cosby-Show den Schauspieler in der Supermarktkette Trader Joe’s an der Kasse bei seiner Arbeit. Nachdem dieses Foto durch die sozialen Medien gegangen war, erhielt Owens neue Filmangebote.

## Filmografie (Auswahl)
- 1985–1992: Die Bill-Cosby-Show (The Cosby Show, Fernsehserie, 44 Folgen)
- 1990: Junge Schicksale (ABC Afterschool Specials, eine Folge)
- 1994: Schlagzeilen (The Paper)
- 1997: Built to Last (Fernsehserie, 8 Folgen)
- 1999: Im Labyrinth der Lüge (Stonebrook)
- 1999: Forgiven (Kurzfilm)
- 2001: The Cross
- 2007: Las Vegas (Gastrolle)
- 2007: Boston Legal (Gastrolle)
- 2008: Without a Trace – Spurlos verschwunden (Without a Trace, Fernsehserie, Gastrolle)
- 2009: Play the Game
- 2010: FlashForward (Gastrolle)
- 2010: The Secret Life of the American Teenager (Gastrolle)
- 2014: The Affair (Fernsehserie, Folge 1x10 Dieser eine Moment)
- 2017: Lucifer (Gastrolle)
- 2017: Blue Bloods – Crime Scene New York (Gastrolle)
- 2020: Fatale
- 2022: Bull (Fernsehserie, Folge 6x19)
- 2022: The Rookie (Fernsehserie, Folge 4x17)